# Реформистка партия (Сърбия)
Реформистката партия (на сръбски: Реформистичка странка) е политическа партия в Сърбия, със седалище град Ниш, Сърбия.
Партията е основана през 2005 година. Неин председател е Александър Вишнич.